# فن التصوير الطبيعي الفلسطيني
يشير فن التصوير الطبيعي الفلسطيني إلى لوحات المناظر الطبيعية المرسومة في أرض فلسطين وحولها. تاريخيًا، ركز فن المناظر الطبيعية الفلسطيني في الأصل على تصوير الأغلبية الإسلامية للأرض المقدسة. ومع ذلك، بعد النكبة والنزوح اللاحق للفلسطينيين، بدأ فن المناظر الطبيعية الفلسطيني (على غرار جميع الفنون الفلسطينية) يحمل المزيد من السياق القومي لاستكشاف ارتباط الفلسطينيين بهويتهم ووطنهم.

## تاريخ

### 1948 – التسعينيات
على الرغم من وجود العديد من فناني المناظر الطبيعية الفلسطينيين منذ أوائل القرن العشرين، إلا أن هناك القليل من الوثائق المتعلقة بهم نتيجة لنزوح الفلسطينيين في عام 1948 (النكبة). وقد استحضر الفنانون في هذه الفترة التي تلت النكبة مباشرة، مثل إسماعيل شموط، مشاعر الحزن والخسارة في لوحاتهم نتيجة لهذا النزوح. يمكن رؤية ذلك في لوحاتهم من خلال صور مثل الشجرة الذابلة، وهي رمز للخسارة والاقتلاع الحرفي، وغياب شخصية الأم التي تدل على فقدان الوطن الحبيب السابق.
ومع ذلك، أعطى النصف الأخير من القرن العشرين حياة جديدة لفن المناظر الطبيعية في فلسطين، فالعيش تحت الاحتلال الإسرائيلي لم يؤد فقط إلى ظهور حقبة من العصيان المدني والمقاومة المسلحة، بل أدى أيضًا إلى ظهور سلالة جديدة من الفنانين التشكيليين الفلسطينيين الذين تشكلت حساسياتهم الإبداعية في الحقائق الصعبة التي عاشوها في غيتوهم. دمج فن المناظر الطبيعية الفلسطيني منذ سبعينيات القرن العشرين فصاعدًا شعارات المقاومة مع الملصقات الشعبية والرموز الشعبية والصور الحنينية من الماضي الرومانسي، في صيغة نجحت في الهروب من تجاوزات الرقابة الإسرائيلية. ومن بين رواد هذا العصر الفنان سليمان منصور، الذي كانت مناظره الطبيعية تعرض في المقام الأول الرجال والنساء والأطفال الذين تم نفيهم من وطنهم وهم يحملون فلسطين على ظهورهم حرفيًا. يرمز عمل ماسور إلى كيفية حمل شعب فلسطين دائمًا لثقل (أو عبء) فلسطين، وكيف يتم تقديس الأرض وإضفاء الطابع المثالي عليها من قبل الفلسطينيين كرد فعل على اغتراب تجربتهم اليومية وفقدان وطنهم.

### الانتفاضتان الأولى والثانية (التسعينيات – العقد الأول من القرن الحادي والعشرين)
خلال فترة الانتفاضة، مثل فن المناظر الطبيعية الفلسطيني بشكل كبير الهوية والثقافة الفلسطينية، مستبعدًا عمدًا العنف الشديد الذي شهدناه في ذلك الوقت. وكان هناك أيضًا التركيز القوي على التراث والتاريخ والارتباط بالأرض نفسها. استخدم الفنانون تصوير المناظر الطبيعية والعناصر للتعبير عن هذه الموضوعات.
كان من بين الفنانين المؤثرين في تلك الفترة الفنان الفلسطيني عاصم أبو شقرة، الذي تدرب في إسرائيل. ركزت أعماله في أواخر الثمانينيات وأوائل التسعينيات، وخاصة في معرض استعادي عام 1994، على المشهد الفلسطيني كوسيلة لتمثيل الهوية والتراث. وقد تم عرض هذا التفسير لفن المناظر الطبيعية بشكل أكبر في المعارض الثنائية التي أقامتها مؤسسة القطان في عامي 2000 و2002. وقد وفرت المعارض بيئة تنافسية لنمو الفن الفلسطيني خلال فترة الانتفاضة، حيث ابتكر فنانو المناظر الطبيعية مشاهد هادئة مع القليل من المواضيع السياسية أو العنيفة أو القومية. يشكل هذا التباين موضوعًا رئيسيًا في فن المناظر الطبيعية أثناء الانتفاضات، حيث تم عرض الأرض والثقافة الفلسطينية مع اختلاف قوي عن الوحشية التي شوهدت بالفعل على الأرض.

### المناظر الطبيعية المعاصرة (منذ العقد الأول من القرن الحادي والعشرين حتى الوقت الحاضر)

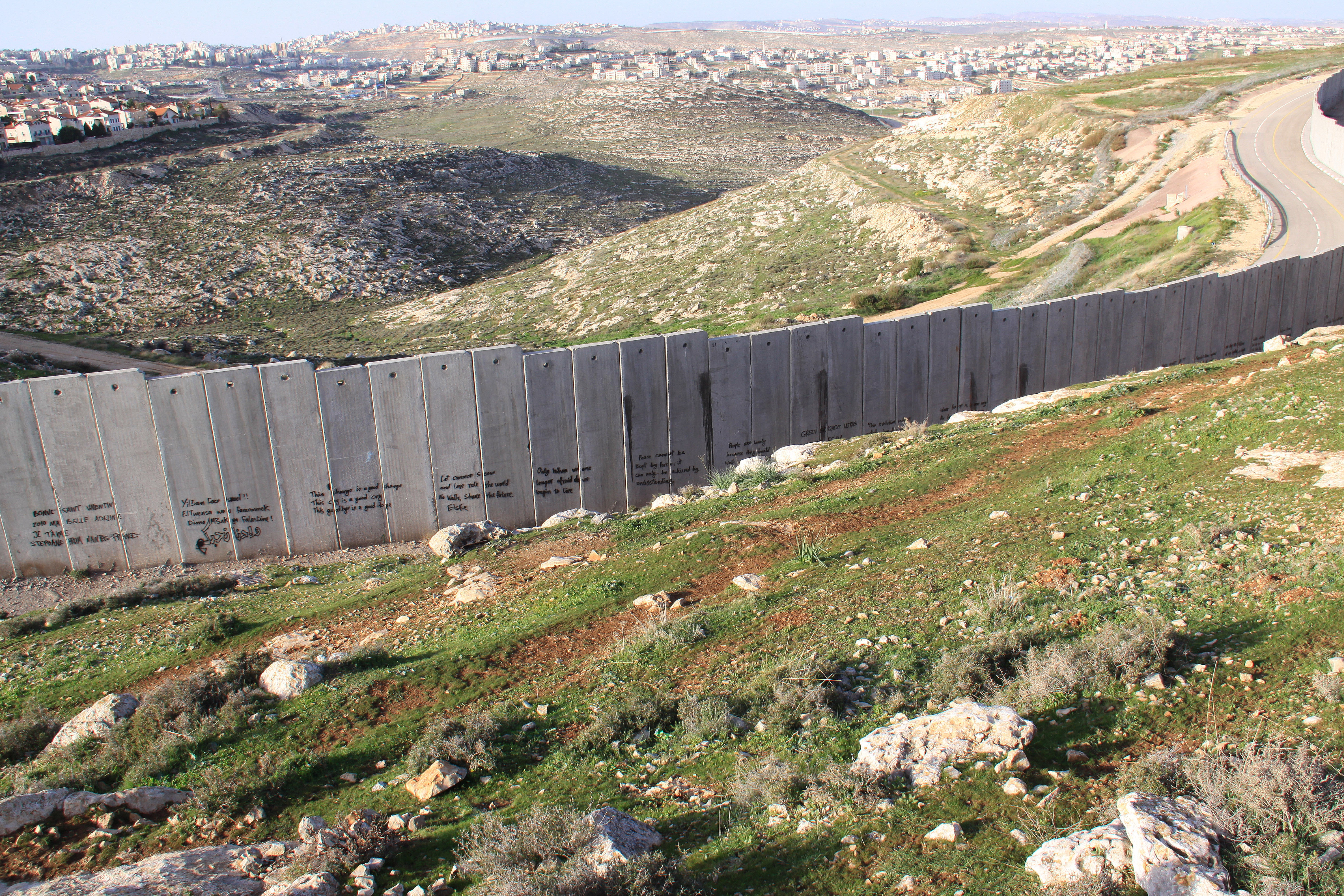
الجدار الإسرائيلي في الضفة الغربية

في أوائل العقد الثاني من القرن الحادي والعشرين، ركز فن المناظر الطبيعية الفلسطيني على المناظر الطبيعية التي يستطيع الفنانون رؤيتها. وشمل ذلك المعالم الأثرية المعروفة للفلسطينيين في مختلف أنحاء الشتات، والجدار الذي بنته إسرائيل. بالإضافة إلى ذلك، يشارك فنانون مثل فيان شامونكي في العديد من المعارض التي تعرض فنهم وآمالهم وأحلامهم. في عام 2013، افتتح شمعونكي معرضًا للوحات المناظر الطبيعية والشخصيات من القدس تحت عنوان "الآمال والأحلام". تقول في افتتاحيتها: "في الحياة، يجب أن يكون المرء متفائلاً بأن الخير قادم. ويجب أن يحلم بالسلام ليعيش الجميع في هذا المكان المقدس في وئام وأخوة إنسانية. أعتبر لوحاتي قصائد بصرية، قصائد أمل، قصائد حب، وقصائد تجسد التعبير والعواطف الإنسانية".

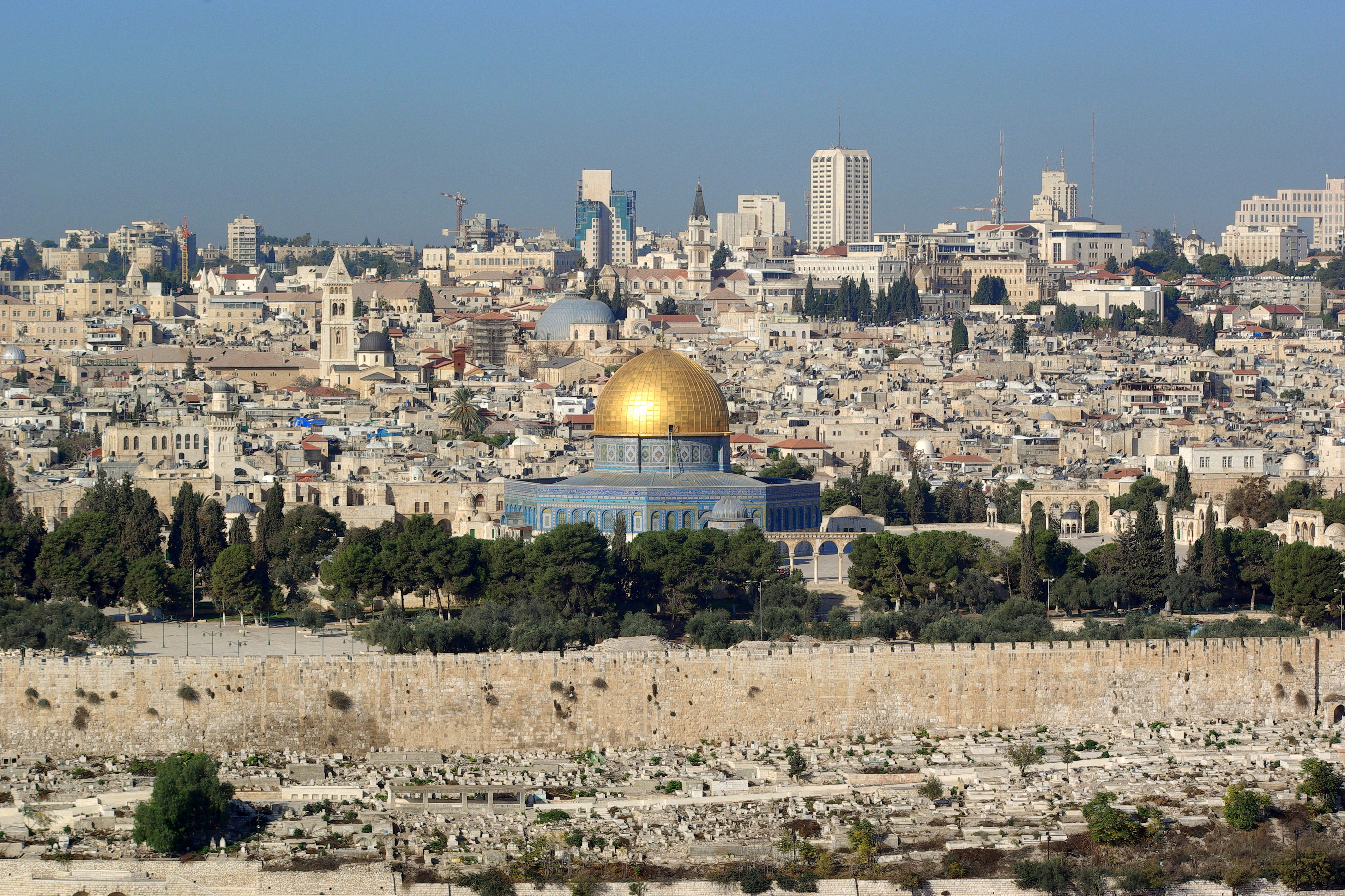
تُعد قبة الصخرة معلمًا بارزًا في المشهد الفلسطيني.

ويستخدم المصورون وصناع الأفلام أيضًا الجدار كبيان في المشهد الطبيعي لمشاهدهم. يقدم المخرج يزن خليلي فيلماً على شكل كتاب بعنوان "عن الحب ومناظر طبيعية أخرى". ويقول الخليلي أن هذا العمل يظهر "سرد قصة حب فاشلة، تتضمن امرأة تخلت مؤخرًا عن الراوي وتركته مع صور المناظر الطبيعية التي تفتقر إلى وجوده ووجود الجدار الإسرائيلي سيئ السمعة في الضفة الغربية، وهو غياب يردد صدى الأجواء التي تستحضرها هذه الصور". في عام 2014، أنشأ المصور محمد بدارنة سلسلة الكراك 708. تُظهر هذه السلسلة لحظات على الجدار أو حوله. في هذه السلسلة، يقول بدارنة "أحاول أن أترك المشاهد يتحمل وطأة المعضلات والأسئلة التي أعيشها، وأتركه يختار صورة فلسطين التي يرغب فيها". في وجهة نظر معاكسة، تقدم المخرجة لاريسا صنصور فيلمين قصيرين يشوهان رؤية المشهد الفلسطيني. في الفيلم القصير عقار الأمة لعام 2012، تصور سانسور مشهد فلسطين على شكل ناطحة سحاب حيث يمثل كل طابق شيئًا مهمًا لفلسطين. تطل نوافذ ناطحة السحاب على المناظر الطبيعية الفلسطينية الحقيقية، وتشمل معالم بارزة مثل قبة الصخرة.

## دلالة
يمكن أن يكون فن المناظر الطبيعية الفلسطيني، مثل جميع فنون المناظر الطبيعية، وصفيًا لموضوعاته إما بطريقة عامة (غامضة) أو يمكن أن يكون دقيقًا ومحددًا؛ أي أنه يمكن أن يشير إلى مناظر للأرض دون الإشارة إلى موقع محدد أو يمكن أن يكون ملاحظات تجريبية لمواقع محددة.
وبحسب عالمة الأنثروبولوجيا نيروز أبو حاطوم، فإن أهمية فن المناظر الطبيعية الفلسطينية تكمن في مقاومة السياسات البصرية التي يفرضها النظام الإسرائيلي. وفقًا للأكاديمي الأمريكي دبليو جيه تي ميتشل، "نحن مدعوون، باختصار، إلى التفكير في فلسطين باعتبارها عملاً فنيًا للمناظر الطبيعية قيد التقدم، والتساؤل عن الرؤية التي يمكن تصورها لهذه الأرض، وما الشعر الجغرافي الذي يمكن تلاوته عليها، من أجل شفاء هذا المكان وإصلاحه وتوحيده وفهمه وإحياء ذكراه". ويشبه العديد من فناني المناظر الطبيعية، مثل محمد الحواجري، المناظر الطبيعية الأصلية في فنهم بأنها امتداد لأجسادهم. ويرسم آخرون، مثل حلبي المذكورة آنفاً، مناظر طبيعية باعتبارها مقاومة ضد المستوطنين الإسرائيليين، مع التركيز على الحياة الطبيعية في فلسطين، في حين يتجاهلون عمداً الهياكل التي بنتها إسرائيل والتي تهيمن على المشهد المحتل اليوم. بالإضافة إلى ذلك، فإن فن المناظر الطبيعية الذي أبدعه إبراهيم غنام يمتلك مشاعر المحبة والمعرفة التفصيلية للحياة في القرية الفلسطينية، مما يمكّن جميع الفلسطينيين من الاستمتاع والاسترخاء عقليًا في وطنهم الأصلي دون أن يكونوا حاضرين جسديًا. يميل فنانو المناظر الطبيعية الذين يرسمون بمعنى "أكثر غموضًا"، مثل رأفت أسعد، إلى رسم فن المناظر الطبيعية بشكل غامض عمدًا نتيجة للانفصال عن الأرض الناجم عن الاحتلال.

## الرمزية
غالبًا ما تتكرر صور الموضوعات الطبيعية الأصلية للأرض في تمثيلات المشهد الفلسطيني. ويأتي إدراجهم بسبب إعطاء معنى رمزي لهم من قبل الفلسطينيين.

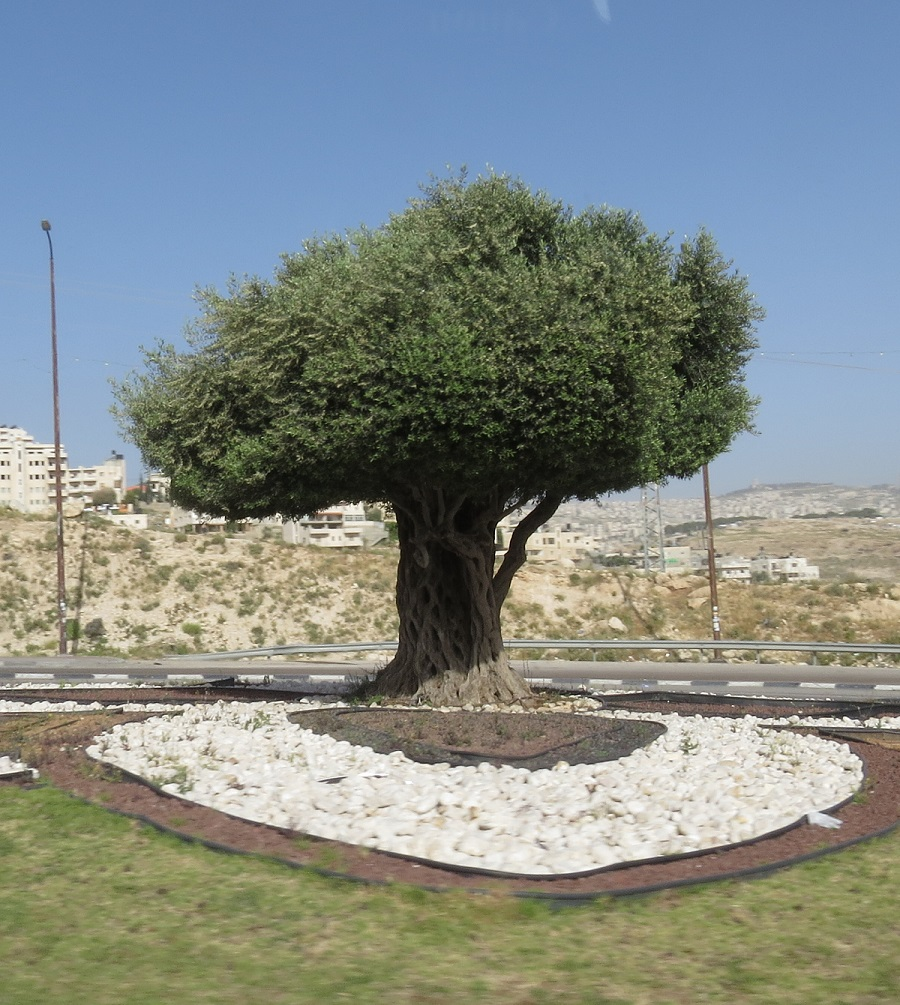
شجرة زيتون في القدس

- تمثل شجرة الزيتون التقاليد والقومية والحب والارتباط بأرض فلسطين، والتي ظهرت بشكل واضح في أوائل الثمانينيات. تعد أشجار الزيتون من الأشجار الأصلية في المناطق الجبلية في الضفة الغربية، ويعود تاريخها إلى 8000 عام، وتظل التقاليد العائلية الفلسطينية التي تدور حول أشجار الزيتون جزءًا بارزًا من الثقافة.[13]

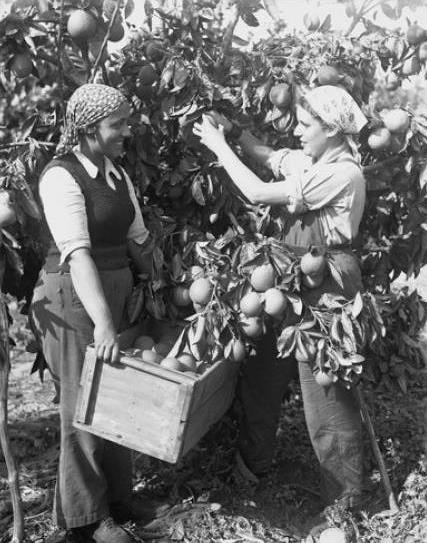
قطف البرتقال في يافا عام 1937

- ترمز أشجار البرتقال والبرتقال اليافي إلى الخسارة بعد النكبة. في السابق، كانت مساحات واسعة من الأراضي الواقعة باتجاه الساحل مخصصة لبساتين البرتقال، وأهمها في يافا وحيفا. كان البرتقال يمثل الفخر الوطني الفلسطيني. يمثل اللون البرتقالي الآن الحزن الفلسطيني على فقدان الأرض وما كان في السابق رمزًا للفخر الوطني.[13]
- تُستخدم الصبار لتمثيل المجتمع والمرونة لدى الفلسطينيين. الصبار نبات أصلي في معظم الأراضي الفلسطينية، وكان يستخدم لتزيين حدود الحدائق أو يؤكل كفاكهة قبل النكبة. وقد ألهم هذا معنى المجتمع، سواء في عملية أكل الفاكهة أو في جمع عائلات مختلفة في أرض واحدة. لقد انقرضت هذه الفكرة أثناء النكبة، ولكن تم إحياء الصبار كرمز للصمود والنمو من جديد بسبب استخدامه لإحياء ذكرى القرى الفلسطينية التي دمرت على مدار العديد من الغزوات الإسرائيلية. ومنذ ذلك الحين أصبح رمزًا للأمل في مستقبل فلسطين وحق الفلسطينيين في العودة إلى وطنهم[7][14]

## قائمة فناني المناظر الطبيعية
- محمد الحواجري[6]
- نبيل عناني[15]
- خليل حلبي
- صوفي حلبي[16][17]
- جورج أليف[16]
- رأفت أسد[12]
- نيكولا سايج[18]
- إبراهيم غمان[17]
- فيان شامونكي[8]
- يزن خليلي[9]
- محمد بدارنة[10]
- لاريسا صنصور
- عاصم أبو شقرة